# Ford Mondeo III
La Ford Mondeo III (oppure Mondeo MkIII o Mk3; nome in codice CD345) è la terza generazione della Ford Mondeo, un'autovettura di segmento D prodotta dalla filiale europea della casa automobilistica statunitense Ford dal 2007 al 2014.

## Storia

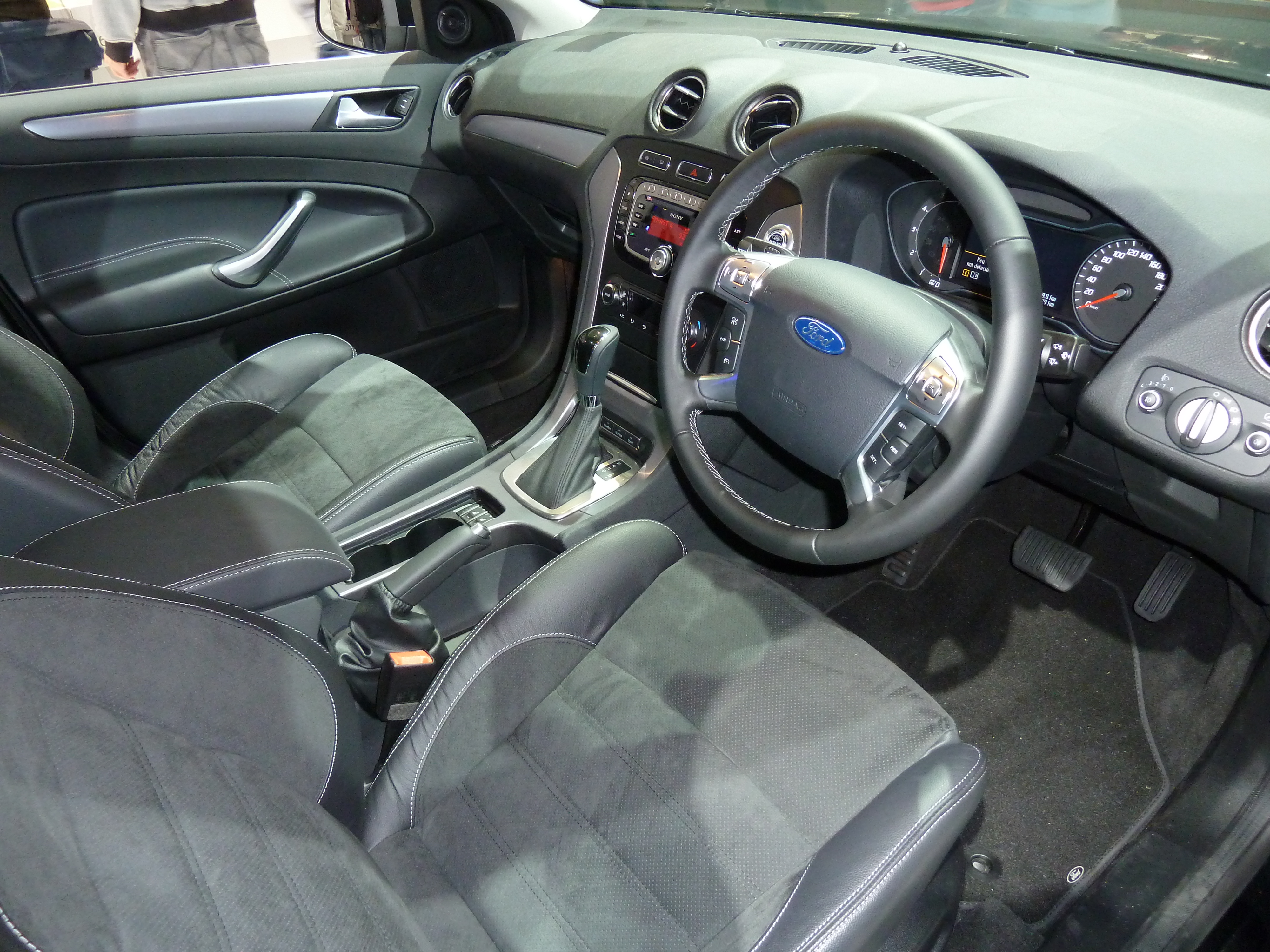
Interni

La terza generazione della Mondeo (nome in codice CD345) è stata ufficialmente svelata nella versione 5 porte nel tardo 2006. È basata sulla piattaforma EUCD sviluppata con Volvo, che è la stessa usata sulla Galaxy e sulla S-MAX e in seguito dal Land Rover Freelander.
La nuova Mondeo adotta gli stilemi del Kinetic Design, visti per la prima volta sulla Iosis concept presentata nel 2005 al Salone dell'automobile di Francoforte. La nuova auto, in versione station wagon, è stata presentata sotto forma di concept al Salone di Parigi nel 2006. Inoltre viene presentata in anteprima sempre nel 2006 anche nel film di James Bond Casino Royale, dove venne scherzosamente ribattezzata "Bondeo".
Globalmente la vettura presenta dimensioni maggiori rispetto al modello precedente, in particolare per quanto riguarda la larghezza, di 1886mm, che risulta una delle più significative nel suo segmento.
La nuova piattaforma ha permesso l'utilizzo di nuove motorizzazioni, già in uso sulla Focus ST e sulla S-Max. I motori benzina includono un 1.6 litri da 125 cavalli, il 2.0 litri 145 CV, un nuovo 2.3 16v da 161 CV abbinato esclusivamente al cambio automatico 6 rapporti e il 2.5 litri 5 cilindri turbo con 220 CV di origine Volvo. Tra i Diesel figurano il 1.8 TDCi da 125 cavalli, il 2.0 TDCi da 140 cavalli, sia in combinazione con cambio manuale a 6 rapporti sia con cambio automatico/sequenziale 6 rapporti (in questo caso inizialmente con 130 CV) e il 2.2 Diesel da 175 cavalli, che debutta però l'anno successivo alla presentazione. La Mondeo utilizza il nuovo sterzo elettro-idraulico, utilizzato per la prima volta sulla C-MAX, che migliora la guidabilità e riduce i consumi.
All'interno, la nuova Mondeo presenta un abitacolo totalmente rinnovato. È presente l'interfaccia uomo-macchina (HMI) di Ford vista per la prima volta su Galaxy e S-Max, mentre su tutti i modelli è disponibile come optional un quadro strumenti migliorato con un display LCD da 5 pollici (130 mm) per la visualizzazione del computer di bordo. Un'altra novità è l'opzione di avviamento senza chiave del motore tramite il pulsante Ford Power sul cruscotto. Al debutto gli allestimenti disponibili per il mercato italiano sono 3: base, Titanium e Ghia. Questi ultimi si pongono al vertice della gamma e sono caratterizzati da una dotazione più completa comprendente tra l'altro cerchi in lega e climatizzatore automatico; inoltre vi sono dettagli specifici interni come finiture in alluminio per l'allestimento Titanium, votato alla sportività, e in legno l'allestimento Ghia, votato all'eleganza.
Anche questa serie non è stata commercializzata nel mercato statunitense, in quanto in tale mercato era già presente dal 2005 la Ford Fusion (da non confondere con l'omonimo modello venduto in Europa), la quale occupava lo stesso segmento della Ford Mondeo; invece è stata venduta in Sud America e in Australia, seppur con alcune differenze rispetto al modello europeo.

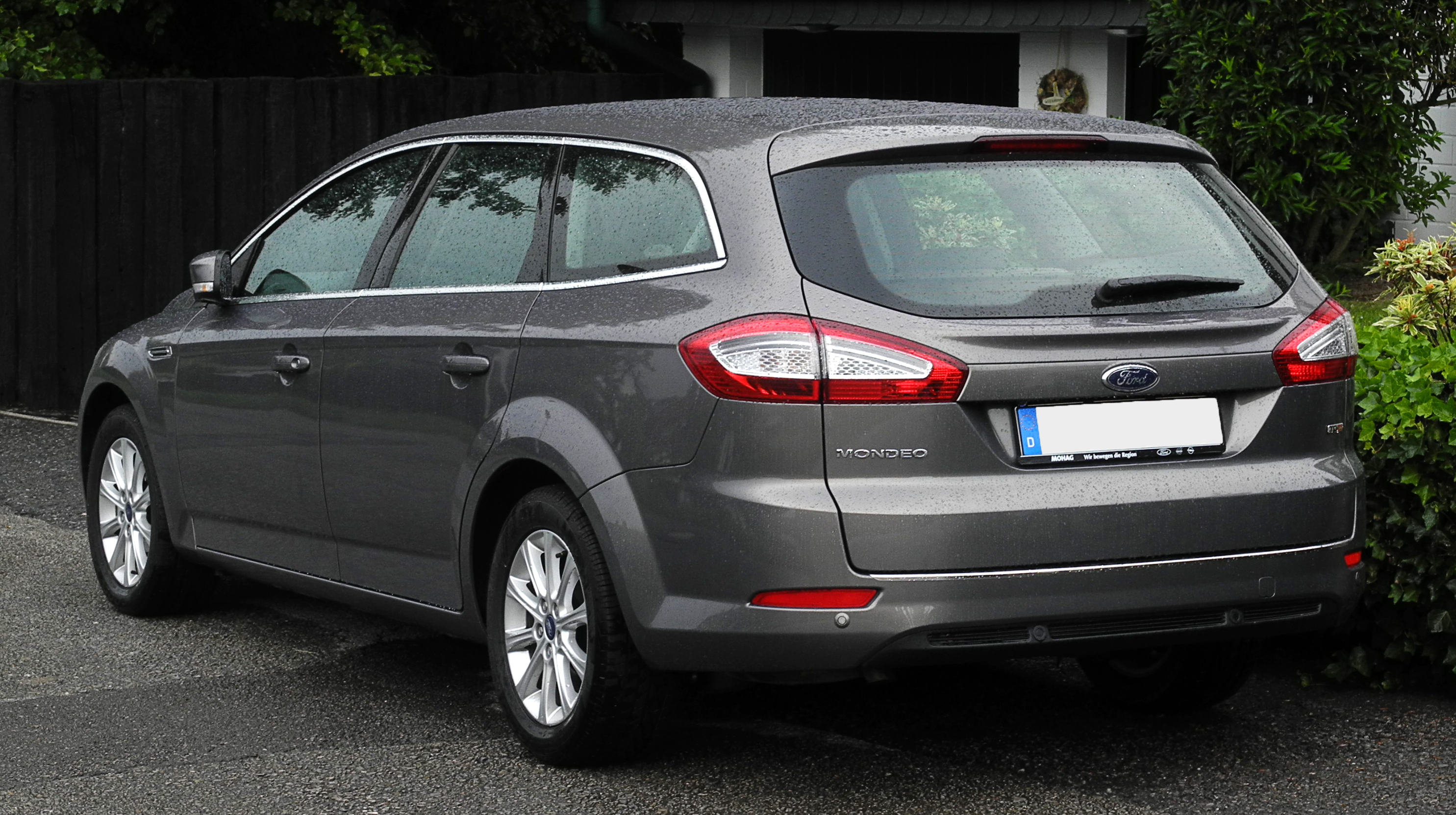
Restyling

## Evoluzione

### Il restyling del 2010
Nel 2010 l'auto è stata oggetto a un leggero restyling sia in termini di design sia in motorizzazioni. La vettura, presentata il 25 agosto al Salone di Mosca, ha esordito in listino a settembre dello stesso anno. È disponibile nelle tre varianti berlina 4 e 5 porte e station wagon. Ha in dote 2 nuovi propulsori e un design più elegante adottando la tecnologia a LED per le luci anteriori e posteriori e nuovi paraurti.
Oltre al frontale ridisegnato le maggiori innovazioni riguardano la sicurezza che comprende il Lane Departure Warning che segnala il cambio di corsia, il dispositivo Auto High Beam Control che regola automaticamente i fari abbaglianti e il Driver Alert. Oltre a ciò la nuova Mondeo eredita altri dispositivi già presente nella S-Max e Galaxy come il Blind Spot Information System, il limitatore di velocità, le porte posteriori con chiusure di sicurezza per i bambini ad attivazione elettrica e la telecamera posteriore. 

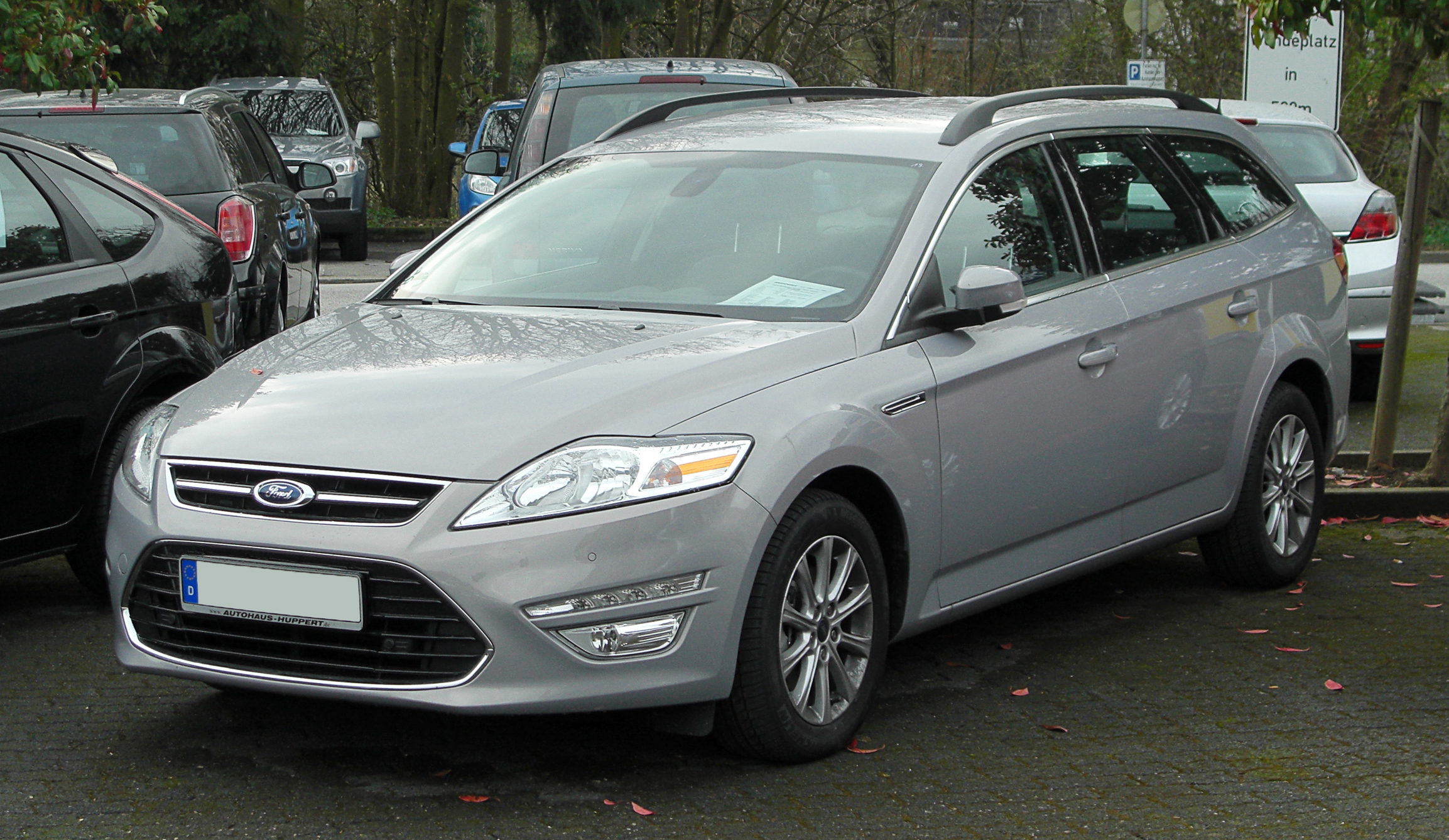
Il frontale della Mondeo Station Wagon dopo il restyling del 2010

Per quanto riguarda le motorizzazioni esordiscono i due nuovi propulsori EcoBoost: il 2.0 EcoBoost da 203 CV e il 2.0 EcoBoost da 240 CV di potenza massima, inoltre sono usciti altri due motori benzina il 1.6 EcoBoost da 160 CV e il 2.0 Gpl da 145 CV. Per quanto riguarda i propulsori Diesel abbiamo il 2.0 Duratorq da 115 CV, il 2.0 Duratorq da 163 CV e infine il 2.2 da 200 CV di potenza massima. Debuttano anche in occasione del restyling anche in nuovi cambi a doppia frizione PowerShift, presentati precedentemente già sulla Focus. Essi sono disponibili per alcune motorizzazioni sia diesel sia a benzina e sostituiscono le precedenti unità a convertitore di coppia. 
La produzione della terza serie della Mondeo è stata interrotta nel 2014, per lasciar posto alla generazione successiva che debutta in quell'anno.

## Motorizzazioni
| Modello                       | Disponibilità    | Motore                           | Cilindrata cm³ | Potenza                        | Coppia massima         | Consumo km/l | 0–100 km/h (secondi) | Velocità max (km/h) |
| 1.6 125 CV                    | dal 2007 al 2008 | 4 cilindri in linea, Benzina     | 1.596          | 92 kW (125 CV) 6.300 giri/min  | 160 N·m 4.100 giri/min | 13,5         | 12,3                 | 195                 |
| 1.6 EcoBoost 160 CV           | dal 2010         | 4 cilindri in linea, Benzina     | 1.596          | 118 kW (160 CV) 6.000 giri/min | 240 N·m 1.600 giri/min | 15,6         | 9,3                  | 215                 |
| 2.0 145 CV                    | dal 2007 al 2012 | 4 cilindri in linea, Benzina     | 1.997          | 107 kW (145 CV) 5.900 giri/min | 185 N·m 4.450 giri/min | 12,7         | 9,9                  | 210                 |
| 2.0 Gpl 145 CV                | dal 2009 al 2013 | 4 cilindri in linea, Benzina Gpl | 1.997          | 107 kW (145 CV) 5.900 giri/min | 185 N·m 4.450 giri/min | 12,7         | 9,9                  | 210                 |
| 2.0 EcoBoost 203 CV           | dal 2010 al 2013 | 4 cilindri in linea, Benzina     | 1.999          | 149 kW (203 CV) 6.000 giri/min | 300 N·m 1.750 giri/min | 13,3         | 7,6                  | 238                 |
| 2.0 EcoBoost 240 CV           | dal 2010 al 2013 | 4 cilindri in linea, Benzina     | 1.999          | 176 kW (240 CV) 6.000 giri/min | 340 N·m 1.900 giri/min | 13,3         | 7,3                  | 253                 |
| 2.3 aut.                      | dal 2007 al 2010 | 4 cilindri in linea, Benzina     | 2.261          | 118 kW (160 CV) 6.500 giri/min | 208 N·m 4.200 giri/min | 10,7         | 10,5                 | 207                 |
| 2.5 T 220cv                   | dal 2007 al 2010 | 5 cilindri in linea, Benzina     | 2.521          | 162 kW (220 CV) 5.000 giri/min | 320 N·m 1.500 giri/min | 10,7         | 7,5                  | 245                 |
| 1.6 TDCi Dpf 115 CV           | dal 2010 al 2014 | 4 cilindri in linea, Diesel      | 1.560          | 85 kW (115 CV) 3.600 giri/min  | 270 N·m 1.750 giri/min | 20,4         | 11,9                 | 190                 |
| 1.8 Duratorq TDCi 125 CV      | dal 2007 al 2007 | 4 cilindri in linea, Diesel      | 1.753          | 92 kW (125 CV) 3.700 giri/min  | 320 N·m 1.800 giri/min | 17,2         | 10,5                 | 200                 |
| 2.0 Duratorq TDCi Dpf 115 CV  | dal 2010 al 2012 | 4 cilindri in linea, Diesel      | 1.997          | 85 kW (115 CV) 3.600 giri/min  | 270 N·m 1.750 giri/min | 21,3         | 11,2                 | 195                 |
| 2.0 Duratorq TDCi aut. 131 CV | dal 2007 al 2008 | 4 cilindri in linea, Diesel      | 1.997          | 96 kW (131 CV) 3.700 giri/min  | 300 N·m 1.750 giri/min | 17,0         | 10,2                 | 205                 |
| 2.0 Duratorq TDCi 140 CV      | dal 2007 al 2014 | 4 cilindri in linea, Diesel      | 1.997          | 103 kW (140 CV) 4.000 giri/min | 340 N·m 1.750 giri/min | 17,0         | 9,5                  | 210                 |
| 2.0 Duratorq TDCi Dpf 163 CV  | dal 2010 al 2014 | 4 cilindri in linea, Diesel      | 1.997          | 120 kW (163 CV) 4.000 giri/min | 340 N·m 1.750 giri/min | 18,1         | 8,9                  | 220                 |
| 2.2 Duratorq TDCi Dpf 175 CV  | dal 2008 al 2010 | 4 cilindri in linea, Diesel      | 2.179          | 129 kW (175 CV) 3.500 giri/min | 400 N·m 1.750 giri/min | 16,1         | 8,7                  | 223                 |